# Bühl (Berna)
Bühl é uma comuna da Suíça, situada no distrito administrativo de Seeland, no cantão de Berna. Tem 3,0 km² de área e sua população em 2018 foi estimada em 464 habitantes.